# ماهو (سری‌لانکا)
ماهو (به لاتین: Maho) یک منطقهٔ مسکونی در سری‌لانکا است که در کورونیگالا واقع شده‌است.